# العليمات
قرية العليمات هي قرية تابعة للبحري سمهود في مركز ابوتشت بمحافظة قنا، وهي ثلاث نجوع العليمات الغربية وتعتبر عاصمة القرية، والعليمات الشرقية، والعليمات الوسطانية والرياح، ويوجد بها مكتب بريد البحري سمهود ومدرسة العليمات الاعدادية، ومدرسة العليمات الابتدائية.